# بروس (کاهن)
بروس (به انگلیسی: Berossos) مورخ بابلی که در میان نویسندگان آغاز سده سوم پیش از میلاد است. بروس ستاره شناسی بود که در آغاز سده سوم پ.م. در بابل جزو کاهنان خادم مردوک بشمار می‌رفت و دانش‌های زمانه را کسب کرده بود.

## فعالیت ادبی بروس
بروس عزم کرد فرمانروایان نوین بابل، یعنی یونانیان مقدونی را با دانش بابل آشنا کند و بدین منظور تاریخ بابل را نوشت و در تحریر بخش ویژهٔ تاریخی آن کتاب از بایگانی وقایع بابل و افسانه‌ها و از اسناد و فهرست‌های مکتوب سلطنتی سومر نیز استفاده کرد؛ و چون البته یونانیان که خواننده کتاب بروس بودند اصطلاحات باستانی و اکدی را نمی‌دانستند بروس بخاطر ایشان، آن اصطلاحات را به صورت مفاهیمی که در هزاره یکم پیش از میلاد متداول بود برگرداند.
مثلاً سلاله کوتیان که طبق رویات بعدی فهرست سلطنتی سومری مرکب از ۲۱ پادشاه بود بالطبع چون سلاله ماد مشخص گشت زیرا که کوتیان در سرزمینی زندگی می‌کردند که بعدها سلطنت مادی‌ها در آنجا مستقر گشت.
در میان اهل علم فرضیه‌ای وجود داشت که بروس زرتشت بانی کیش اوستا را هم در شمار شاهان سلالهٔ کوتی آورده است. در ایامی که سال و ماه‌های درهم و برهم تاریخ سلاله‌های مذکور در تألیف بروس هنوز روشن نشده بود و با قواعد تقویم بابلی مقایسه نگشته بود، برای این موضوع اهمیت خاصی قائل بودند؛ باضافه در آن زمان کسی از فهرست سلطنتی سومر اطلاعی نداشت. شهادت بروس چون به منابع باستانی شرقی مبتنی بود موثق‌ترین گواه شمرده می‌شد.